# NGC 6394
NGC 6394 ist eine Balken-Spiralgalaxie vom Hubble-Typ SBc im Sternbild Drache.
Die Galaxie wurde am 7. Juli 1885 von dem Astronomen Lewis A. Swift mithilfe eines 16-Zoll-Spiegelteleskops entdeckt.
Die Notation von NGC 6393 und NGC 6394 erfolgt in späteren Katalogen häufig auch vertauscht; im New General Catalogue wird NGC 6394 als nördlich positioniert angegeben.